# مايكل غرانت (مؤلف، 1954)
مايكل غرانت (بالإنجليزية: Michael Grant)‏ (26 يوليو 1954، لوس أنجلوس في الولايات المتحدة)؛ كاتِب مُتخصِّص في أدب الأطفال وروائي أمريكي.